# Cobán
Pour les articles homonymes, voir Coban.
Ne doit pas être confondu avec Copán.
Cobán (« dans les nuages » en q'eqchi', nom complet Santo Domingo de Cobán) est une ville d'environ 250 000 habitants au centre du Guatemala.
C'est la capitale du département d'Alta Verapaz. Située à 1 316 m d'altitude, elle se trouve au sein d'une importante zone de culture du café.

## Géographie

### Situation
Cobán se trouve à 212 km de la capitale du pays, Guatemala. Elle s'étend sur 2 132 km2 à 1 316 m d'altitude.
Elle est construite sur un terrain karstique, ce qui lui donne une topographie variée, avec des montagnes qui dépassent de 1 000 mètres la ville et des fossés de 100 mètres. La partie nord descend jusqu'à 300 mètres d'altitude. Les alentours sont parsemés de grottes et cavernes, ce qui en fait un lieu intéressant pour la spéléologie.
Elle est entourée :
- au nord, par le département du Petén
- au nord-ouest, par Ixcán (es)
- au sud, par San Cristóbal Verapaz, Santa Cruz Verapaz, Tactic et Tamahú
- à l'est, par Chisec, San Pedro Carchá et San Juan Chamelco
- à l'ouest, par Uspantán

### Climat
Cobán a un climat de hauts plateaux sous-tropical (Classification de Köppen : Cfb).
| Mois                              | jan. | fév. | mars | avril | mai  | juin | jui. | août | sep. | oct. | nov. | déc. |
| --------------------------------- | ---- | ---- | ---- | ----- | ---- | ---- | ---- | ---- | ---- | ---- | ---- | ---- |
| Température minimale moyenne (°C) | 10,5 | 11,2 | 12,1 | 13,7  | 14,9 | 16   | 15,7 | 15,4 | 15,4 | 14,4 | 13   | 11,8 |
| Température moyenne (°C)          | 16,1 | 17,3 | 18,3 | 19,4  | 20   | 20,3 | 19,8 | 19,9 | 19,8 | 18,9 | 17,6 | 16,7 |
| Température maximale moyenne (°C) | 21,7 | 23,4 | 24,5 | 25,2  | 25,2 | 24,7 | 23,9 | 24,4 | 24,3 | 23,4 | 22,3 | 21,6 |
| Précipitations (mm)               | 108  | 86   | 99   | 93    | 169  | 293  | 262  | 231  | 302  | 288  | 216  | 126  |

## Histoire
Après la conquête du Guatemala par les Espagnols et les capitulations de Tezulutlán (es) en 1537, Cobán est fondé par le frère Bartolomé de las Casas en 1543. Cette ville est au centre de la diffusion de la doctrine catholique sous la charge des frères dominicains, jusqu'à ce qu'ils remettent leurs structures au clergé séculier en 1754.
Après l'indépendance de l'Amérique centrale, c'est l'un des municipios (commune) originels de l'État du Guatemala en 1825.
À la fin du XIXe siècle, le gouvernement libéral du général Justo Rufino Barrios accorde des concessions, provoquant une seconde colonisation de la région, cette fois par des familles allemandes, qui se consacrent à la culture du café sur une grande échelle. Ils sont expulsés sous la pression des États-Unis lors de la Seconde Guerre Mondiale.

## Économie

### Agriculture
Le climat pluvieux et froid pendant presque toute l'année de Cobán favorise la culture du café, cultivé entre 1 300 mètres et 1 500 mètres d'altitude.
La compagnie Palmas del Ixcán, filiale de la compagnie américaine Green Earth Fuels détient des plantations d'huile de palme dans de nombreux sites, dont Cobán.

### Tourisme
Cobán est entouré de montagnes où l'on trouve des orchidées. La rare orchidée Lycaste skinneri est le symbole du département. Les réserves naturelles à Cobán ou près de la ville comprennent le parc national Las Victorias, le parc national San José la Colonia (es), le parc national Laguna Lachuá, et le biotope Mario Dary Rivera. Il y a de nombreuses grottes, chutes d'eau et forêts, qui abritent le rare quetzal. Cobán est donc devenu un centre d'écotourisme.
D'autres lieux de visite populaires comprennent l'église El Calvario (en), la plantation de café Dieseldorff, le musée archéologique Principe Maya et la place centrale de Cobán.

### Transports

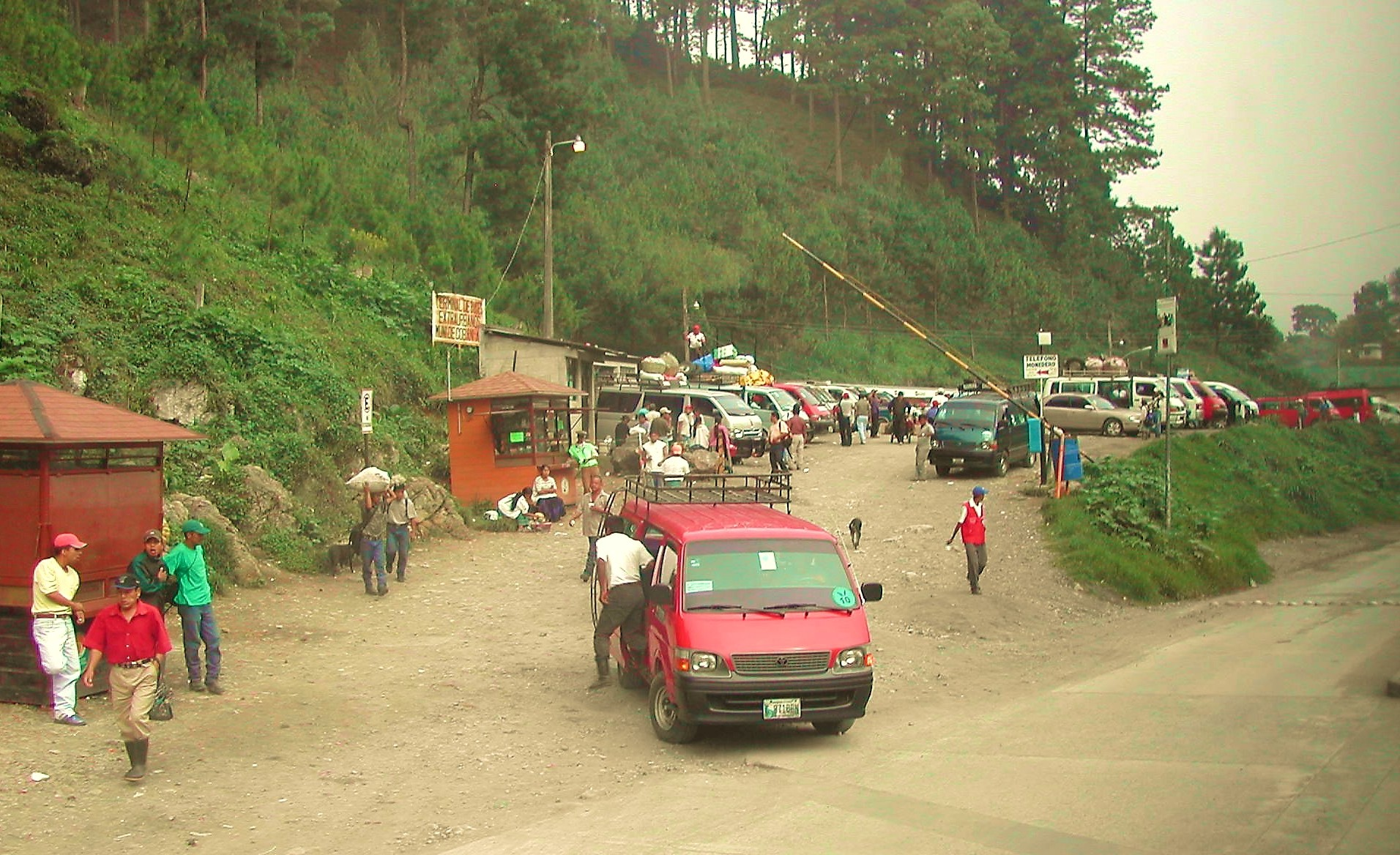
Station de bus

Cobán est desservie par la route : la nouvelle route CA 14 relie El Rancho de San Agustín (es) sur la route Atlantique (CA 9) à Cobán.
On peut aussi y arriver par la voie des airs depuis l'aéroport de Cobán (en).

## Culture
Même si la majorité des indigènes vit dans les zones rurales, la population de Cobán est majoritairement Q'eqchi', ce qui leur permet d'y parler leur langue, le q'eqchi'. La seconde langue est le castillan, et on entend aussi d'autres parlers indigènes et de l'allemand. La langue de l'administration, de l'armée et des patrons est le castillan.
Chaque année à la fin de juillet, la Fête nationale des peuples indigènes du Guatemala se tient à Cobán. Il s'agit d'un festival folklorique comportant un concours de beauté des femmes indigènes, au cours duquel la gagnante est nommée Rabin Ajaw (« la fille du roi » en q'eqchi').
Le saint patron catholique est Saint Dominique de Guzmán ; il est fêté le 4 août.

## Sports

### Football
Le club de la ville, Cobán Imperial, évolue en première division (Liga Nacional) et joue ses matchs au stade Verapaz.

### Athlétisme
Le Semi-marathon de Cobán a lieu annuellement au mois de mai. Il s'agit de la course la plus importante au Guatemala.

## Personnalités liées
- Romelia Alarcón Folgar (1900-1971), née à Cobán, poétesse, journaliste et suffragette.